# География Бурунди

Карта Бурунди

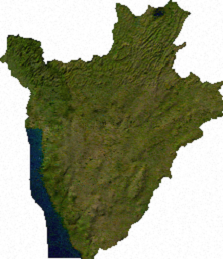
Снимок Бурунди с космического спутника

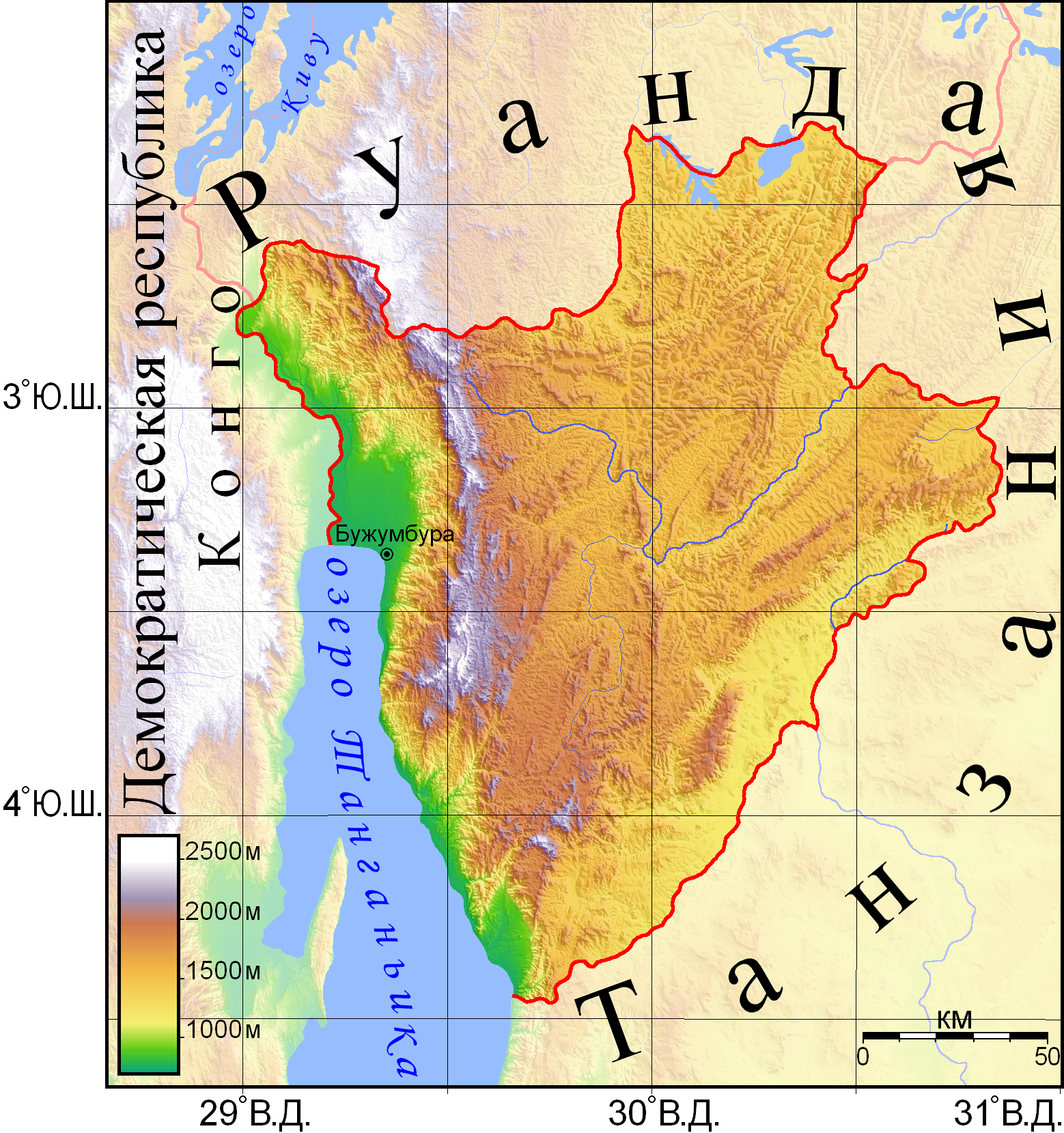
рельеф Бурунди

Буру́нди — небольшое государство в Центральной Африке.
Площадь страны составляет 27 830 км², из которых 25 650 км² приходится на сушу. Наивысшая вершина — гора Хеха, расположенная к юго-востоку от Бужумбуры, достигает 2 760 метров.
Бурунди — государство, не имеющее выхода к морю. Общая протяжённость границы — 974 км: на западе — с Демократической Республикой Конго (233 км), на севере — с Руандой (290 км), на востоке и юго-востоке — с Танзанией (451 км).
Государство расположено на плато, спускающемся на юго-западе к озеру Танганьика. Основные реки — Рузизи, Малагараси и Рувуву. Вода рек Малагараси и Рузизи используется для орошения в восточной и западной частях страны.
Страна не имеет железных дорог. Общая протяжённость автомобильных дорог составляет 12 322 км (2004), из них лишь 7 % заасфальтированы.